# عملية كظومة

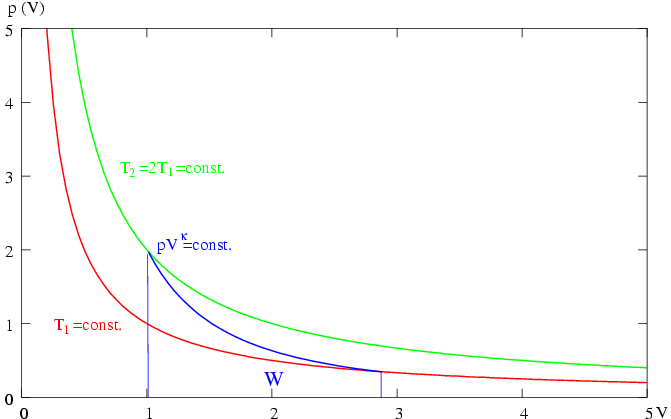

في الديناميكا الحرارية، العَمَلِيَّة الكَظِيمَة أو العَمَلِيَّة الكَظُومَة أو الأديباتيكية أو اللاتبادلية (بالإنجليزية: Adiabatic)‏ هو الإجراء الديناميكي الحراري التي لا يوجد فيها تبادل حراري بين المنظومة والوسط المحيط. أي أنه معزول حراريا.
{\displaystyle VT^{\alpha }=\operatorname {constant} }
حيث T درجة الحرارة المطلقة.
يمكن كتابة هذه المعادلة أيضا بالصورة:
{\displaystyle TV^{\gamma -1}=\operatorname {constant} }

## اشتقاق الصيغة المتصلة
يقتضي تعريف العملية الأديباتية بأن الانتقال الحراري للنظام هو صفر، {\displaystyle Q=0}. وفقا لـالقانون الأول للديناميكا الحرارية :
{\displaystyle {\text{(1)}}\qquad dU+\delta W=\delta Q=0,}
حيث أن dU هي التغير في الطاقة الداخلية للنظام وδW هو الشغل المبذول بواسطة النظام.
يتم الشغل المبذول (δW) على حساب الطاقة الداخلية U، نظرا لعدم دخول حرارة إلى النظام من الوسط المحيط . يعرف «شغل الضغط-الحجم» δW للنظام بأنه :
{\displaystyle {\text{(2)}}\qquad \delta W=P\,dV.}
لكن, P لاتبقى ثابتة أثناء العملية الكظومة وإنما تتغير مع تغير V.
لذلك يكون من الأفضل معرفة كيفية ارتباط dP وdV أثناء انجاز العملية الأديباتية.
تعطى الطاقة الداخلية لغاز مثالي بالعلاقة:
{\displaystyle {\text{(3)}}\qquad U=\alpha nRT,}
حيث R هو ثابت الغاز العام وn عدد المولات في النظام (ثابت).
بمفاضلة المعادلة (3) وباستعمال قانون الغاز المثالي, {\displaystyle PV=nRT}, ينتج
{\displaystyle {\text{(4)}}\qquad dU=\alpha nR\,dT=\alpha \,d(PV)=\alpha (P\,dV+V\,dP).}
المعادلة (4) يعبر عنها غالبا {\displaystyle dU=nC_{V}\,dT}
لأن {\displaystyle C_{V}=\alpha R}.
والان بتعويض المعادلات (2) و(4) في المعادلة (1) نحصل على
{\displaystyle -P\,dV=\alpha P\,dV+\alpha V\,dP,}
بالتبسيط:
{\displaystyle -(\alpha +1)P\,dV=\alpha V\,dP,}
وبقسمة كلا الطرفين على PV:
{\displaystyle -(\alpha +1){dV \over V}=\alpha {dP \over P}.}
بعد مكاملة كلا الطرفين من {\displaystyle V_{0}} إلى V ومن {\displaystyle P_{0}} إلى P وبتغيير الأطراف على الترتيب,
{\displaystyle \ln \left({P \over P_{0}}\right)={-{\alpha +1 \over \alpha }}\ln \left({V \over V_{0}}\right).}
برفع كلا الطرفين للأس,
{\displaystyle \left({P \over P_{0}}\right)=\left({V \over V_{0}}\right)^{-{\alpha +1 \over \alpha }},}
وبعزل الإشارة السالبة لبيان أن
{\displaystyle \left({P \over P_{0}}\right)=\left({V_{0} \over V}\right)^{\alpha +1 \over \alpha }.}
لذا,
{\displaystyle \left({P \over P_{0}}\right)\left({V \over V_{0}}\right)^{\alpha +1 \over \alpha }=1}
و
{\displaystyle PV^{\alpha +1 \over \alpha }=P_{0}V_{0}^{\alpha +1 \over \alpha }=PV^{\gamma }=\operatorname {constant} .}

## اشتقاق الصيغة المتقطعة
يكون التغير في الطاقة الداخلية لنظام ما، مقاسا من الحالة 1 إلى الحالة 2 مساويا لـ:
{\displaystyle {\text{(1)}}\qquad \Delta U=\alpha Rn_{2}T_{2}-\alpha Rn_{1}T_{1}=\alpha R(n_{2}T_{2}-n_{1}T_{1})}
في الوقت يكون الشغل المبذول بواسطة التغير في الضغط الحجمي نتيجة لهذه العملية مساويا لـ:
{\displaystyle {\text{(2)}}\qquad W=\int _{V_{1}}^{V_{2}}P\,dV}
بما أننا بصدد عملية كظومة، ينبغي أن تكون المعادلة التالية صحيحة
{\displaystyle {\text{(3)}}\qquad \Delta U+W=0}
من الاشتقاق السابق,
{\displaystyle {\text{(4)}}\qquad PV^{\gamma }={\text{constant}}=P_{1}V_{1}^{\gamma }}
بإعادة الترتيب (4) نحصل على
{\displaystyle P=P_{1}\left({\frac {V_{1}}{V}}\right)^{\gamma }}
بالتعويض في (2)
{\displaystyle W=\int _{V_{1}}^{V_{2}}P_{1}\left({\frac {V_{1}}{V}}\right)^{\gamma }\,dV}
بالتكامل,
{\displaystyle W=P_{1}V_{1}^{\gamma }{\frac {V_{2}^{1-\gamma }-V_{1}^{1-\gamma }}{1-\gamma }}}
بالتعويض{\displaystyle \gamma ={\frac {\alpha +1}{\alpha }}},
{\displaystyle W=-\alpha P_{1}V_{1}^{\gamma }\left(V_{2}^{1-\gamma }-V_{1}^{1-\gamma }\right)}
باعتبار,
{\displaystyle W=-\alpha P_{1}V_{1}\left(\left({\frac {V_{2}}{V_{1}}}\right)^{1-\gamma }-1\right)}
باستخدام قانون الغاز المثالي وبافتراض كمية مولية ثابتة (كما هو الحال عادة في الحالات العملية)،
{\displaystyle W=-\alpha nRT_{1}\left(\left({\frac {V_{2}}{V_{1}}}\right)^{1-\gamma }-1\right)}
من الصيغة المتصلة,
{\displaystyle {\frac {P_{2}}{P_{1}}}=\left({\frac {V_{2}}{V_{1}}}\right)^{-\gamma }}
أو,
{\displaystyle \left({\frac {P_{2}}{P_{1}}}\right)^{-1 \over \gamma }={\frac {V_{2}}{V_{1}}}}
وبالتعويض في التعبير السابق {\displaystyle W},
{\displaystyle W=-\alpha nRT_{1}\left(\left({\frac {P_{2}}{P_{1}}}\right)^{\frac {\gamma -1}{\gamma }}-1\right)}
بتعويض هذا التعبير و(1) في (3) نحصل على
{\displaystyle \alpha nR(T_{2}-T_{1})=\alpha nRT_{1}\left(\left({\frac {P_{2}}{P_{1}}}\right)^{\frac {\gamma -1}{\gamma }}-1\right)}
بالتبسيط,
{\displaystyle T_{2}-T_{1}=T_{1}\left(\left({\frac {P_{2}}{P_{1}}}\right)^{\frac {\gamma -1}{\gamma }}-1\right)}
بالتبسيط,
{\displaystyle {\frac {T_{2}}{T_{1}}}-1=\left({\frac {P_{2}}{P_{1}}}\right)^{\frac {\gamma -1}{\gamma }}-1}
بالتبسيط,
{\displaystyle T_{2}=T_{1}\left({\frac {P_{2}}{P_{1}}}\right)^{\frac {\gamma -1}{\gamma }}}